# 三菱化学生命科学研究所
三菱化学生命科学研究所（みつびしかがくせいめいかがくけんきゅうじょ）は、かつて東京都町田市にあった生物系の研究所。三菱化学の子会社であった。

## 概要
1971年6月、三菱化成工業（後の三菱化学）の会社創立20周年記念事業の一つとして、三菱化成生命科学研究所という名称で設立された。1994年10月、三菱化学発足に伴い、三菱化学生命科学研究所に名称変更された。2008年3月、親会社の三菱化学は「設立当初の役割を終えた」として当研究所を2年後に解散することを発表し、当研究所は予定通り2010年3月に閉鎖された。跡地は日本大学の学生寮「バンデリアン町田」となった。
日本の生命科学研究の黎明期に民間企業が維持発展させてきた基礎研究所として、世界的にもユニークな存在である。「L研」あるいは「生命研」の通称で知られた。

## 所在地
- 〒194-8511 東京都町田市南大谷11
- 小田急小田原線 玉川学園前駅から徒歩約20分

## 歴代所長
- 1971年-1979年；江上不二夫
- 1980年-1985年；丹羽丹
- 1986年-1994年；今堀和友
- 1995年-2003年；永井克孝
- 2004年-2010年；関谷剛男

## OB・OG
- 大島泰郎
- 水野猛
- 中村桂子
- 柳澤桂子
- 柴忠義
- 榊佳之
- 吉岡崇仁
- 米本昌平
- 和田英太郎